# Barylypa laevicoxis
Barylypa laevicoxis är en stekelart som först beskrevs av Otto Schmiedeknecht 1900.  Barylypa laevicoxis ingår i släktet Barylypa och familjen brokparasitsteklar. Inga underarter finns listade.